# Chicago Landmark

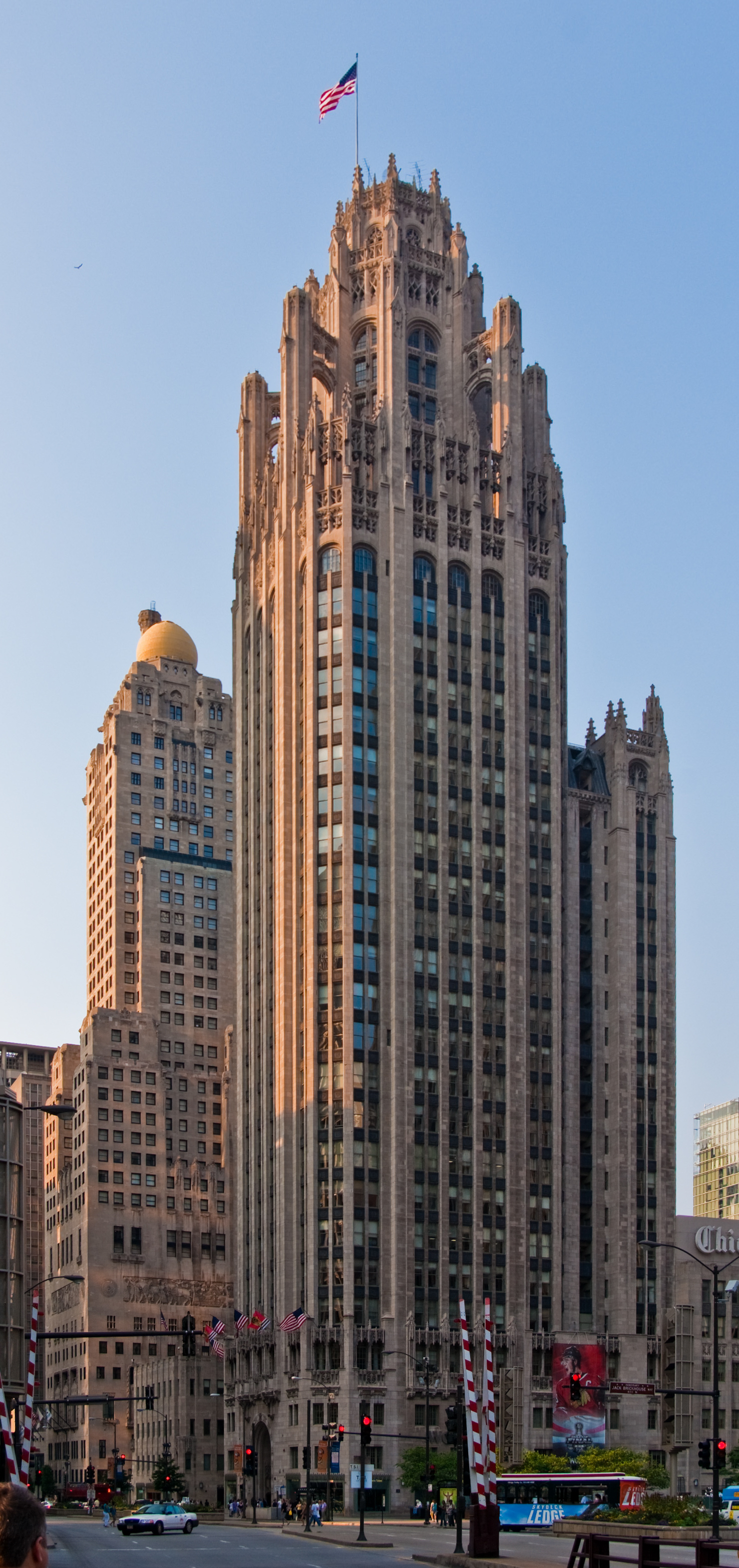
La Tribune Tower (1925), gratte-ciel de style néogothique et œuvre des architectes John Mead Howells & Raymond Hood, est désigné Chicago Landmark depuis le 1 février 1989.

Un Chicago Landmark (en français « site patrimonial et historique de Chicago »), également connu sous l'acronyme « CL », est un titre accordé aux bâtiments et autres lieux historiques par le maire et le conseil municipal de la ville de Chicago, dans l'État de l'Illinois, aux États-Unis. De nombreux architectes de renommée mondiale ont joué un rôle important dans le développement de la ville. Chicago s'est rapidement reconstruite à la suite du Grand incendie de 1871 pour devenir l'une des plus grandes villes du monde et l'un des fleurons de l'architecture moderne. Aujourd'hui, Chicago comprend de nombreux districts historiques, bâtiments, parcs, monuments, sculptures et sites historiques inscrits sur la liste des Chicago Landmarks et protégés au titre du patrimoine culturel de la ville.

## Description
Les sites inscrits sur la liste des Chicago Landmarks sont sélectionnés selon des critères précis d'ordre historique, architectural, artistique, culturel, économique et social,. Créée en 1968, la Commission on Chicago Landmarks (CCL) est chargée de recommander des bâtiments, des monuments, des sites et des districts en vue de leur protection légale en tant que « lieux historiques » de la ville de Chicago. Les membres de la commission sont également chargés d'examiner les propositions de modification des monuments et des districts existants, ainsi que les propositions de démolition de structures considérées comme ayant une importance historique ou architecturale dans le cadre du processus d'examen du permis. Lorsqu'un site obtient le statut de « Chicago Landmark », il est alors assujetti à la Chicago Landmarks Ordinance (« ordonnance sur les Chicago Landmarks »). Celle-ci impose que toute altération ne relevant pas de la simple maintenance, jusqu'à, et y compris la démolition partielle ou totale d'un Chicago Landmark, doit être avalisée par la Commission on Chicago Landmarks avec l'approbation des membres du conseil municipal de Chicago.
Entre 1983 et 1995, des recherches ont été menées par la ville de Chicago pour analyser l'importance historique et architecturale de tous les bâtiments construits dans la ville avant 1940. Après 12 ans de travail sur le terrain et de recherches menées à travers l'organisme connu sous le nom de Chicago Historic Resources Survey (« Enquête sur les ressources historiques de Chicago » ; CHRS), les enquêteurs ont identifié 17 371 propriétés considérées comme ayant une importance historique et/ou architecturale. La base de données du CHRS indique pour chaque propriété : la date de construction, l'architecte, le type de bâtiment, le style architectural et le statut patrimoniale. Le CHRS inclut dans son enquête les monuments historiques protégés par l'État de l'Illinois (Landmarks Preservation Council of Illinois ; LPCI).
En outre, nombre de Chicago Landmarks sont également inscrits sur le Registre national des lieux historiques (National Register of Historic Places ; NRHP) et sur la liste des National Historic Landmarks (NHL) qui leur assurent aussi la protection du Gouvernement fédéral des États-Unis. Ces désignations sont accordées par le secrétaire à l'Intérieur des États-Unis sur avis des membres du National Park Service (NPS), une agence créée en 1916 par le Gouvernement fédéral qui est chargée de gérer les parcs nationaux, les monuments nationaux et autres propriétés historiques.
En juin 2019, environ 353 sites avaient obtenu la désignation de « Chicago Landmark » dont 59 districts historiques et 9 extensions de district.

## Critères d'admission

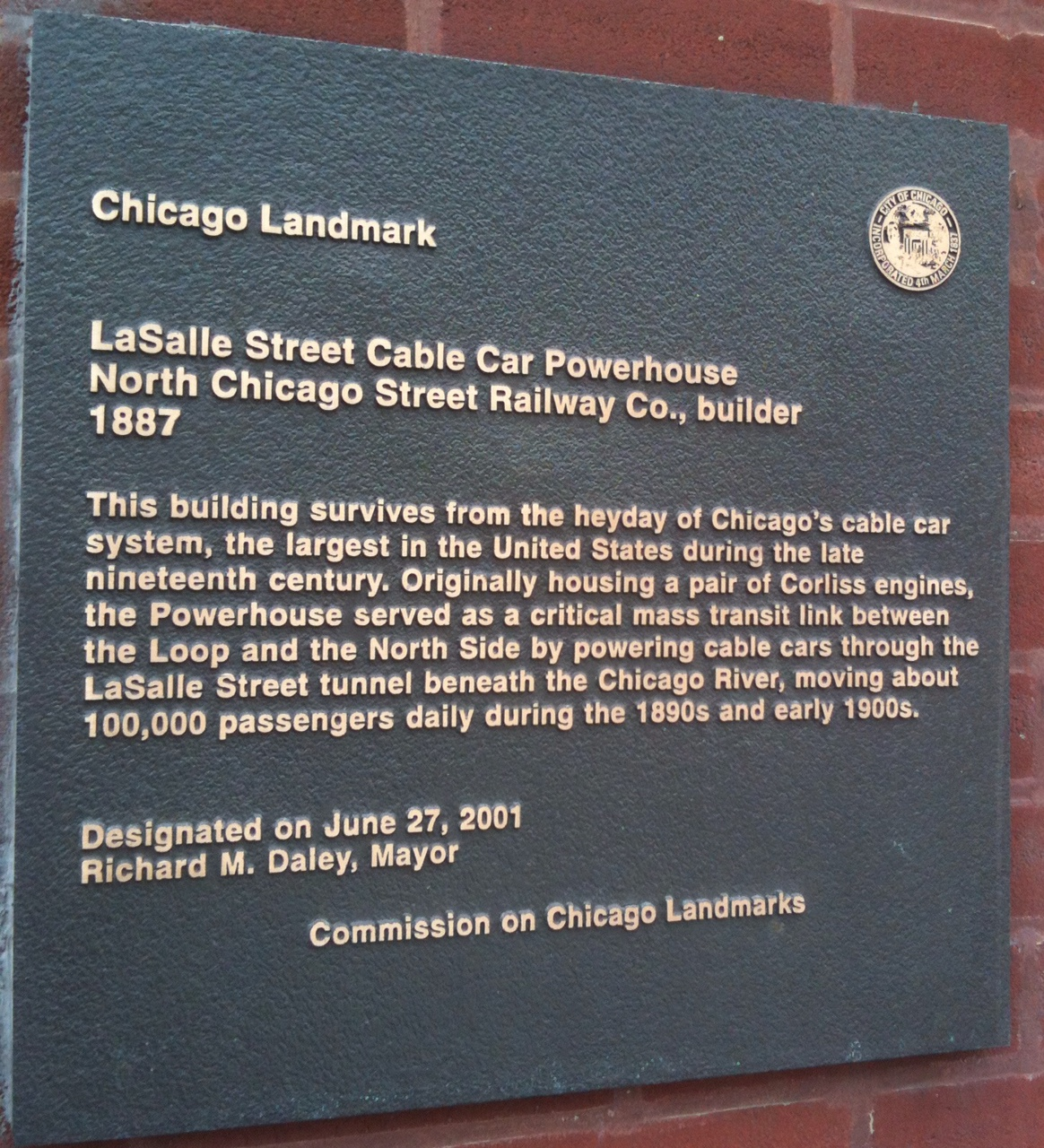
Plaque sur la centrale électrique de LaSalle Street Cable Car Powerhouse, un rare artefact du système du téléphérique de Chicago qui, à son apogée dans les années 1890, était l'un des plus importants du pays.

Le maire et le conseil municipal nomment une commission de neuf membres (Commission on Chicago Landmarks) chargée de formuler des recommandations en matière de monuments historiques conformément à une ordonnance de 1968 de la ville de Chicago. Les membres de la commission sont issus de la Division de la préservation historique (Historic Preservation Division) au sein du Département de la planification et du développement de Chicago (Chicago Department of Planning and Development ; DPD), une branche du gouvernement de Chicago. Le DPD travaille avec les propriétaires, les services municipaux et le grand public pour promouvoir la préservation des monuments historiques. Le DPD effectue des recherches et prépare des rapports sur la désignation des monuments et examine les demandes de permis pour des travaux sur des monuments proposés ou désignés. Chaque site protégé au titre des Chicago Landmarks possède une plaque officielle sur laquelle il est indiqué que le lieu fait l'objet d'une préservation historique avec généralement une description permettant aux visiteurs d'en savoir plus sur le contexte historique du site (voir photo ci-contre).
La commission examine toutes les propositions concernant les zones, les districts, les lieux historiques, les bâtiments, les structures, les œuvres d'art et autres de la ville de Chicago en vue de leur nomination, en se basant uniquement sur le fait que chacun d'entre eux répond à au moins deux des critères suivants :
- 1). Sa valeur en tant qu'exemple dans l'aspect architectural, culturel, économique, historique, social ou autre du patrimoine de la ville de Chicago, de l'État de l'Illinois ou des États-Unis ;

- 2). Son emplacement en tant que site d'un événement historique important qui peut ou non avoir eu lieu dans le cadre d'améliorations existantes ou impliquer l'utilisation de celles-ci ;

- 3). Son identification avec une ou plusieurs personnes ayant contribué de manière significative à l'architecture, à la culture, à l'économie, à l'histoire, à la société ou à tout autre aspect du développement de la ville de Chicago, de l'État de l'Illinois ou des États-Unis ;

- 4). Sa représentation d'un type ou d'un style architectural caractérisé par l'innovation, la rareté, le caractère unique ou la qualité générale de la conception, des détails, des matériaux ou de l'exécution ;

- 5). Son identification en tant qu'œuvre d'un architecte, d'un concepteur, d'un ingénieur, d'un maçon ou d'un charpentier dont l'œuvre individuelle est importante dans l'histoire ou le développement de la ville de Chicago, de l'État de l'Illinois ou des États-Unis ;

- 6). Sa représentation d'un thème architectural, culturel, économique, historique, social ou autre, exprimé par des zones, des quartiers, des lieux, des bâtiments, des structures, des œuvres d'art ou d'autres objets distincts, contigus ou non ;

- 7). Son emplacement unique, son aspect physique distinctif ou sa présence représentant une caractéristique visuelle établie et familière d'un quartier, d'une communauté ou de la ville de Chicago.

## Historique

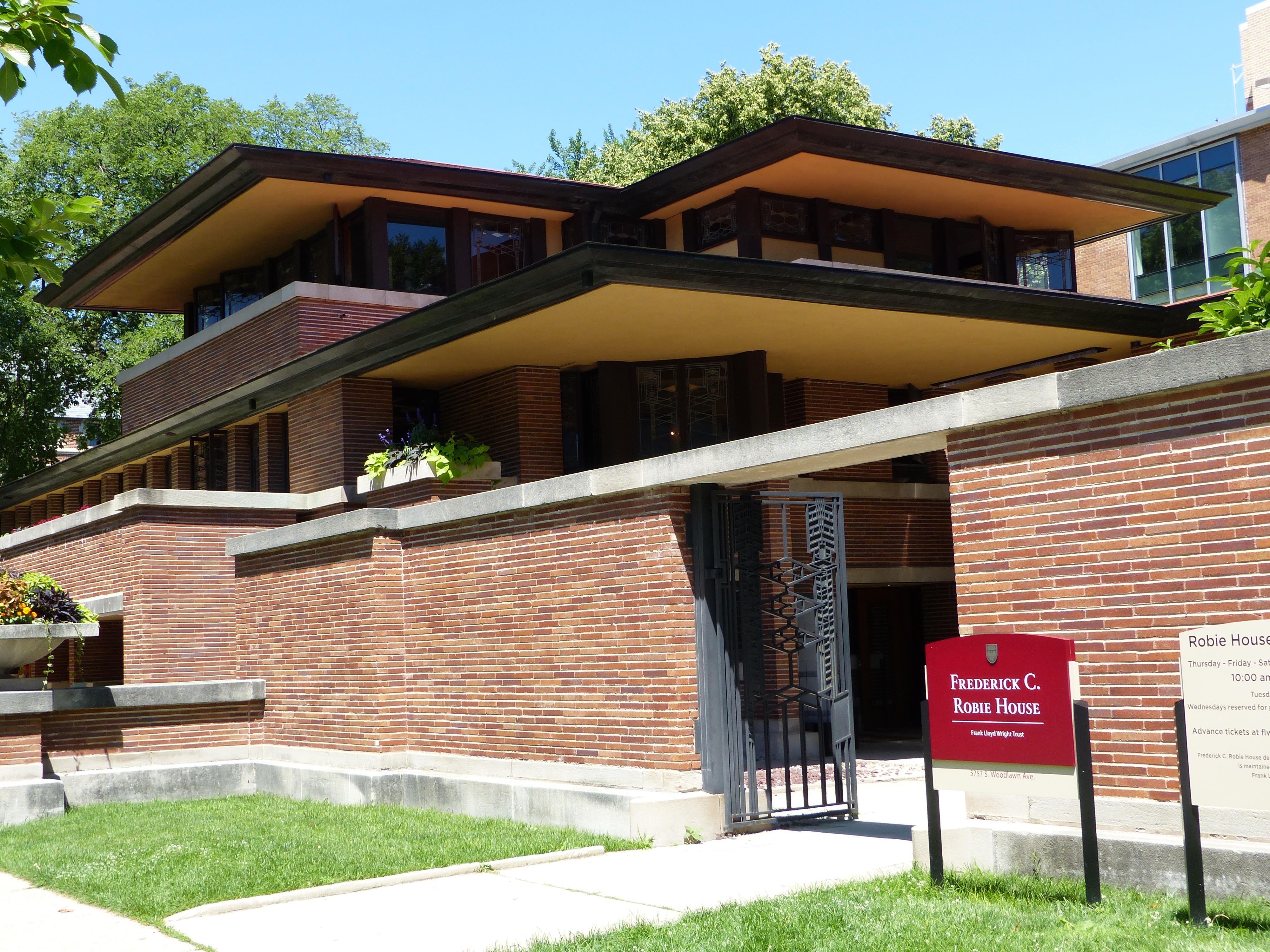
La Robie House (1909), maison de style Prairie Houses et œuvre de l'architecte Frank Lloyd Wright, est l'un des premiers bâtiments à être protégé au titre des Chicago Landmarks en 1971.

À Chicago, le mouvement pour la préservation historique, la conservation architecturale et la protection du patrimoine chercha d'abord à assurer la survie de bâtiments individuels d'une importance particulière, mais le mouvement évolua pour inclure des districts et des quartiers, des sculptures et des statues voire des zones distinctes de l'environnement naturel. La préservation des biens et des lieux constitue aujourd'hui un élément intégral dans la planification urbaine et dans la conception des constructions.
Trois tendances principales menèrent au soutien populaire dans l'officialisation du mouvement en réponse à la destruction de l'environnement de Chicago :
- 1). Le renouvellement urbain, opéré par les services du gouvernement de Chicago, qui entraîna la destruction de certaines zones résidentielles historiques ;

- 2). La construction de plusieurs autoroutes et voies rapides, financée en grande partie par des fonds autoroutiers fédéraux, qui coupa des quartiers en deux ou les détruisa ;

- 3). Le boom de l'immobilier lié à la demande grandissante d'espaces de bureaux dans les secteurs du Loop, de Near North Side et de Near South Side (secteurs comprenant de nombreux bâtiments historiques).

En 1957, Leon Despres, conseiller municipal de la 5e circonscription de la ville de Chicago, lança le mouvement de préservation des monuments historiques à Chicago, par la sélection et la classification de la Robie House de l'architecte Frank Lloyd Wright en tant que « bâtiment ayant un attrait historique et architectural », ce qui conduisa à la formation de la « City Landmarks Commission » qui sélectionna 39 bâtiments comme monuments historiques "honoraires". Cet organisme devint l'actuelle Commission on Chicago Landmarks qui fut habilitée, par l'ordonnance municipale de 1968 de Despres, à sélectionner et à protéger 12 bâtiments historiques en tant que premiers monuments officiels de Chicago. Bien que le mouvement n'ait pas réussi à sauver le Garrick Theater de l'architecte Louis Sullivan en 1960 ou encore le Chicago Stock Exchange Building en 1972, ses efforts menèrent à la création du Landmarks Preservation Council of Illinois (LPCI) en plus de la commission municipale. Il existe également plusieurs associations, dont Preservation Chicago, qui travaillèrent à la préservation de bâtiments non protégés voués à la destruction.

## Reconnaissance nationale

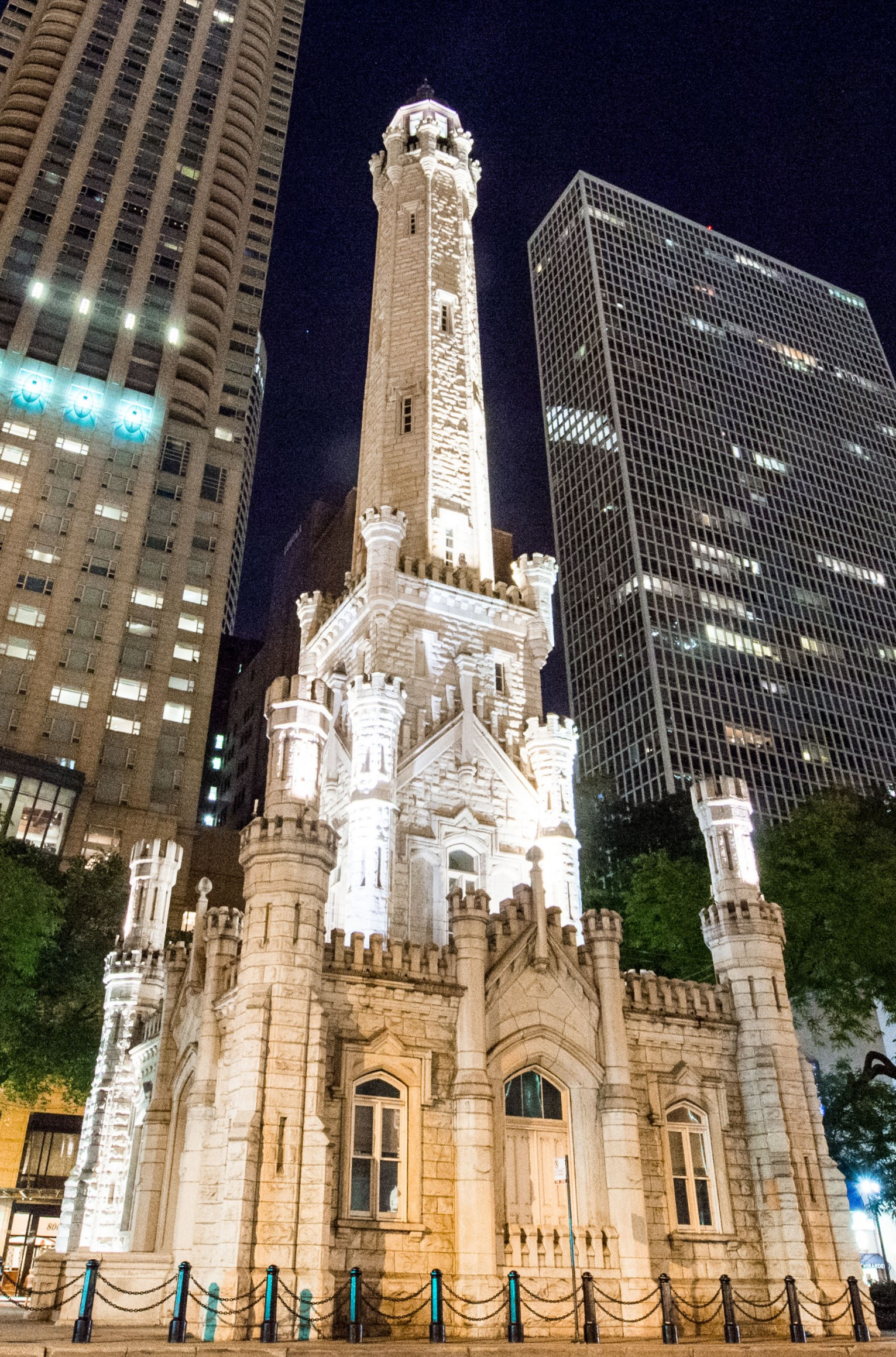
La Chicago Water Tower (1869) est inscrite sur le Registre national des lieux historiques depuis 1975.

De nombreux monuments de la ville de Chicago ont été désignés comme monuments historiques nationaux pour leur importance architecturale. Tous ces monuments, ainsi qu'un certain nombre d'autres districts historiques, sites, bâtiments, structures et objets dignes d'être préservés, ont été inscrits sur le Registre national des lieux historiques (National Register of Historic Places, connu sous l'acronyme de « NRHP ») et sur la liste des National Historic Landmarks (NHL). Tous deux font partie du National Park Service (NPS) qui lui-même dépend du département de l'Intérieur des États-Unis.
Tous les monuments historiques classés au patrimoine municipal (Chicago Landmark) ne font pas nécessairement partie des National Historic Landmarks ou du Registre national des lieux historiques et inversement. Beaucoup de ces monuments, lieux ou structures sont classés sur une seule de ces listes. Cependant, un certain nombre d'entre eux peuvent être inscrits sur les trois listes en même temps (NRHP, NHL et CL).
Plusieurs monuments et lieux historiques de la ville sont reconnus par d'autres organisations fédérales liées à la protection du patrimoine. C'est le cas notamment du pont de Cortland Street en 1981 ou encore de l'inversion du sens du courant de la rivière Chicago via le canal sanitaire et fluvial de Chicago (Chicago Sanitary and Ship Canal) en 1977 qui ont tous deux été reconnus monuments de génie civil (Historic Civil Engineering Landmarks) par l'American Society of Civil Engineers (ASCE). En 2011, c'est l'InterContinental Chicago Magnificent Mile, un gratte-ciel et hôtel de luxe situé dans le district historique de Michigan–Wacker, qui devient membre des Historic Hotels of America, une branche de la National Trust for Historic Preservation qui rassemble 272 hôtels à caractère historique aux États-Unis.

## Chicago Landmarks notables
Ci-dessous se dresse une liste de quelques Chicago Landmarks célèbres :
- Courthouse Place
- Victory Monument
- Chicago Theatre
- Carbide & Carbon Building
- Reid, Murdoch & Co. Building
- Chicago Cultural Center
- Montgomery Ward Company Complex
- Second Leiter Building
- Blackstone Hotel
- Reliance Building
- Tribune Tower
- Ludington Building
- 300 West Adams Building
- Cimetière de Rosehill
- Carson, Pirie, Scott and Company Building
- Harris and Selwyn Theaters
- Statue de la République
- Old Dearborn Bank Building
- Rookery Building
- Hull House
- Auditorium Building
- Phare de Chicago
- Jetée Navy
- Cimetière de Graceland
- Pullman National Historical Park
- Monadnock Building
- Pui Tak Center
- Pont de Cortland Street
- Hôtel de ville de Chicago
- Former Chicago Historical Society Building